# Готель Газбін
«Готель Газбін» (англ. «Hazbin Hotel») — американський анімаційний мультсеріал для дорослих, створений сальвадоро-американською художницею та аніматоркою Вів'єн Медрано відомою також як «VivziePop». Пілотний випуск був випущений на YouTube 28 жовтня 2019 року та створений в основному вільними аніматорами, головним чином за рахунок підписників Patreon Медрано. Популярність та успіх пілотного випуску дозволили Медрано створити спіноф під назвою «Збіса бос», який вийшов 31 жовтня 2020 року. Серіал представляє інших персонажів у тому ж самому світі. Прем'єра першого сезону відбулася 19 січня 2024 року. Підтверджено виробництво другого сезону, 27 липня 2024 року стало відомо, що планується чотири. Він отримав загалом позитивні відгуки критиків.
26 січня 2024 року стало відомо, що «Готель Газбін» став найбільшим світовим дебютом для нового анімаційного серіалу на Prime Video. 17 лютого 2024 року пілотний епізод досяг 100 мільйонів переглядів на YouTube.

## Ідея
Серіал розповідає про Чарлі Морнінгстар, принцесу пекла, яка прагне втілити свою, здавалося б, неможливу мрію в життя — відкрити готель під назвою «Готель Газбін», призначений для реабілітації грішників. Завдяки перенаселеності, пекло щорічно проходить через винищення, коли ангели, на чолі з Адамом, спускаються з Небес і вбивають демонів. Чарлі розгублена і стурбована цим та бажає знайти більш мирне рішення проблеми перенаселеності. Її мета — допомогти своїм клієнтам «виїхати» з пекла як очищені душі та бути прийнятими до Раю.
За допомогою своєї вірної подруги, Вегі, та їхнього першого клієнта, порнографічного актора Енджела Даста, вона вирішує здійснити свою мрію. Але коли її промова на прямому ефірі виходить з ладу, її план привертає увагу могутнього «Радіо Демона» Аластора, який, незважаючи на те, що вважає її віру в реабілітацію смішною, хоче допомогти Чарлі управляти готелем для своєї власної розваги.

## Актори
- Стефані Беатріс у ролі Веггі
- Алекс Брайтман у ролях Сера Пентіуса
- Кіт Девід у ролі Гаска
- Кіміко Гленн у ролях Ніфті і Сюзан
- Еріка Хеннінгсен у ролі Чарлі Морнінгстар
- Блейк Роман у ролі Енджела Даста
- Амір Талай у ролі Аластора, відомого як «Радіо Демон»

## Серії
| Сезон | Епізоди | Епізоди | Оригінальний показ | Оригінальний показ | Оригінальний показ |
| Сезон | Епізоди | Епізоди | Перший показ       | Останній показ     | Мережа             |
| ----- | ------- | ------- | ------------------ | ------------------ | ------------------ |
| Пілот | 1       | 1       | 28 жовтня 2019     | 28 жовтня 2019     | YouTube            |
| 1     | 8       | 8       | 18 січня 2024      | 1 лютого 2024      | Amazon Prime Video |

### Пілот (2019)
| Назва серії | Сценарист(и)                                       | Дата виходу    |
| --- | -------------------------------------------------- | -------------- |
| «That's Entertainment» | Дейв Кепдевіль, Реймонд Ернандез та Вів'єн Медрано | 28 жовтня 2019 |
| Чарлі, принцеса пекла, переслідує свою, здавалося б, неможливу мету реабілітації демонів, щоб мирним шляхом зменшити перенаселення пекла. Вона відкриває готель у надії, що пацієнти будуть «виписуватися» на небеса. У той час як більшість мешканців пекла глузує з її мети, її віддана дівчина Ваґґі та їхній перший піддослідний, зірка фільмів для дорослих Ейнджел Даст залишаються на її боці. Коли Аластор, могутня сутність, відома як «Радіодемон», звертається до Чарлі, щоб допомогти в її починаннях, її божевільна мрія отримує шанс стати реальністю. Музичні номери: «I'm Always Chasing Rainbows», «Inside of Every Demon is a Rainbow», та «Alastor's Reprise» |                                                    |                |

## Прийом

### Прийом пілоту
Пілотний епізод отримав високу оцінку критиків за якість анімації, музику та персонажів. Метью Філд з Go! & Express стверджував, що пілотний епізод став частиною «анімаційного ренесансу» на YouTube, і сказав, що в майбутньому може з'явитися "набагато більше проєктів, подібних до «Газбіна». Лідія Вассар з «Репортера МДУ» похвалила шоу, відзначивши його «непристойне почуття гумору і вигадливий художній стиль». Вона також заявила, що з нетерпінням чекає наступних серій, насолоджується «різноманітністю дизайну персонажів», і заявила, що очевидно, що творці шоу «вклали багато часу і серця в цей проєкт». У грудні 2019 року в статті про сучасний стан анімації для дорослих анімаційний критик CBR Рубен Барон заявив, що хоча пілотні епізоди анімаційних серіалів «Готель Газбін» і «Збіса бос» викликали «певну обґрунтовану критику» через їхній недоречний і гострий гумор, вони все одно є «чистими творами любові з точки зору анімації». Інший критик CBR, Нерісса Рупнарін, зазначила, що Аластор входить до невеликого списку «канонічних асексуальних персонажів» в анімації.
Деякі рецензенти стверджували, що серіал матиме позитивний вплив на незалежну анімацію в майбутньому, і стверджували, що успіх «Готелю Газбін» призвів до успіху «Збіса босу». Рецензент Шон Кубіллас з CBR похвалив шоу за «химерний, амбітний і чорний гумор» і одні з «найшвидших, найдотепніших і найнепристойніших діалогів, які коли-небудь бачили в незалежній анімації».